# Hemmelzen

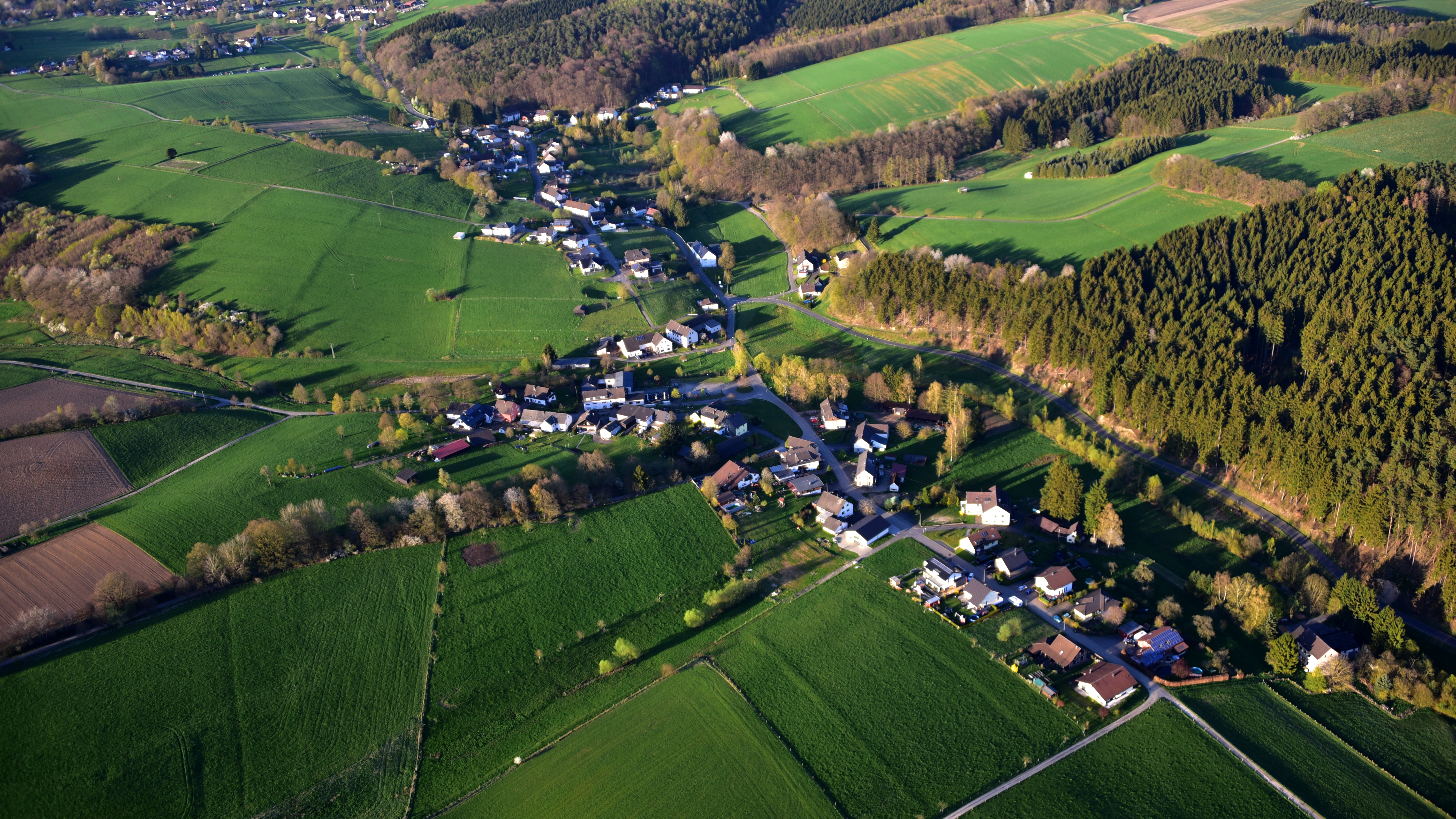
Hemmelzen, Luftaufnahme (2018)

Hemmelzen ist eine Ortsgemeinde im Landkreis Altenkirchen (Westerwald) in Rheinland-Pfalz. Sie gehört der Verbandsgemeinde Altenkirchen-Flammersfeld an.

## Geographie
Die Gemeinde Hemmelzen liegt 7 km vom Zentrum der Kreisstadt Altenkirchen entfernt zwischen Neitersen und Obernau im Süden und Birnbach im Norden. Im Westen befindet sich Oberölfen. Die Gemeinde ist umgeben von Wäldern des Staatsforstes Altenkirchen.
Die Gemarkungsgröße beträgt 2,83 km². Die bebaute Ortslage mit zurzeit 61 Häusern hat eine Gesamtfläche von ca. 12,5 ha.

## Geschichte
Der Ort Hemmelzen gehörte zum Kirchspielgericht Birnbach und wurde erstmals im Jahre 1491 urkundlich erwähnt. 1492 ist Hyntze von Hemmlzen Richter in Mehren. Nach der Teilung der Grafschaft Sayn in Sayn-Altenkirchen und Sayn-Hachenburg war in Hemmelzen Richtung Obernau eine Zollstation, die aber ohne Bedeutung war und 1687 wieder aufgelöst wurde. 1578 befanden sich in der Gemeinde 16 Häuser („Räuche“), 1620 waren es noch 10, von 1667 bis 1793 19 Häuser. 1888 hatte die Besiedlung auf 39 Häuser zugenommen; 1988 waren es 51 Häuser.
Der Ortsname hat sich im Laufe der Jahrhunderte verändert: Hemelhusen, Himelsen und Hemelsen führten schließlich zu der heutigen Schreibweise Hemmelzen.
Die alte Mühle, die heute auch noch steht, wurde 1688 als Bannmühle in Betrieb genommen. Als in den 1920er-Jahren die Elektrizität ihren Einzug hielt, bedeutete das für viele Mühlen, die mit Wasserkraft betrieben wurden, das Ende. Im Jahr 1960 stellte schließlich auch die Hemmelzer Mühle ihren Betrieb ein.
- Siehe auch Liste der Kulturdenkmäler in Hemmelzen

Bevölkerungsentwicklung
Die Entwicklung der Einwohnerzahl von Hemmelzen, die Werte von 1871 bis 1987 beruhen auf Volkszählungen:
| Jahr | Einwohner |
| ---- | --------- |
| 1815 | 96        |
| 1835 | 139       |
| 1871 | 221       |
| 1905 | 183       |
| 1939 | 158       |

| Jahr | Einwohner |
| ---- | --------- |
| 1950 | 182       |
| 1961 | 165       |
| 1970 | 202       |
| 1987 | 192       |
| 1997 | 275       |

| Jahr | Einwohner |
| ---- | --------- |
| 2005 | 242       |
| 2011 | 243       |
| 2017 | 256       |
| 2023 | 309       |

## Politik

### Gemeinderat
Der Gemeinderat in Hemmelzen besteht aus sechs Ratsmitgliedern, die bei der Kommunalwahl am 9. Juni 2024 in einer Mehrheitswahl gewählt wurden, und dem ehrenamtlichen Ortsbürgermeister als Vorsitzendem.

### Bürgermeister
Harald Bischoff wurde bei der Direktwahl am 26. Mai 2019 mit einem Stimmenanteil von 80,0 % für weitere fünf Jahre in seinem Amt bestätigt. Bei der Direktwahl am 9. Juni 2024 wurde er als einziger Bewerber mit 72,6 % wiedergewählt.

## Wirtschaft und Infrastruktur
Mit einer landwirtschaftlichen Nutzfläche von rund 1,65 km² (58 % der Gemarkungsfläche) war Hemmelzen in früheren Jahren ein rein landwirtschaftlich strukturierter Ort. Heute gibt es im Dorf noch 7 Nebenerwerbslandwirte. Die Gemeinde verfügt über zwei Hotelbetriebe mit Restauration.

### Verkehr
Durch den Ort führt die wenig befahrene Kreisstraße 15 und verbindet die Bundesstraße 8 mit der Bundesstraße 256. Der Straßenverlauf führt dabei durch das Tal des Birnbaches.